# Campeloma decisum
Campeloma decisum, tên tiếng Anh: pointed campeloma, là một loài ốc nước ngọt có vảy, là động vật thân mềm chân bụng sống dưới nước thuộc họ Viviparidae.

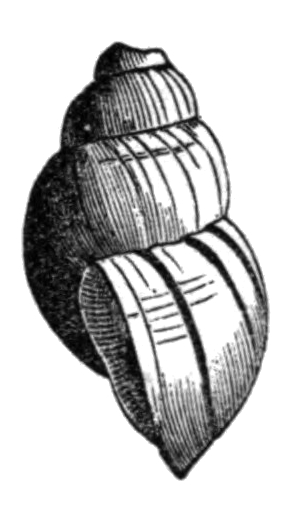
Right lateral view of a Vỏ ốc Campeloma decisum